# Wulpen
Wulpen è stata un'isola presso l'estuario della Schelda Occidentale nei Paesi Bassi, sparita definitivamente, spazzata via dalla furia del mare, alla fine del XVI secolo.

## Geografia
L'isola di Wulpen era situata all'imboccatura della Schelda Occidentale, presso l'allora isola, oggi penisola, di Walcheren e l'attuale municipalità di Sluis. Il centro principale dell'isola era il villaggio di Wulpen, conosciuto anche come Sint-Lambert-Wulpen. Gli altri villaggi erano Westende, Runckendorp e Avenkerke, chiamato anche Brielle.

## Storia
Diversi manoscritti antichi riportano l'esistenza dell'isola di Wulpen. È probabile che verso il 690, Villibrordo, vescovo di Utrecht, passò per Wulpen prima di visitare Walcheren. Si riporta che Wulpen fu un approdo dei vichinghi. Nel 1089, viene menzionata l'esistenza di una chiesa sull'isola. A partire dal XII secolo, sono attestati dei residenti; c'era un monastero e, probabilmente, un castello. Il XIII secolo rappresenta probabilmente l'apice dello sviluppo di Wulpen: l'isola era densamente abitatata e contava dieci chiese.
La città di Bruges non aveva fondi sufficienti per permettersi il dragaggio del fiume Zwin Questo causò l'allagamento dei polder circostanti e una minore protezione per Wulpen e le circostanti isole di Cadzand, Koezand e Waterdunen.
A seguito delle inondazioni succedutesi verso la fine del XIV secolo, l'isola fu in gran parte distrutta e i villaggi di Sint-Lambert-Wulpen, Avenkerke, Westende e Runckendorp furono cancellati dalla furia delle acque. Fu risparmiata la parte orientale dell'isola, chiamata Oostwulpen, consistente in qualche polder. Nel 1436, gli inglesi saccheggiarono ciò che era rimasto su Wulpen. Nell'ottobre 1513, il mare finì l'opera di distruzione facendo sparire completamente l'isola.
Tuttavia, qualche anno più tardi, al posto dell'isola affiorò un banco di sabbia con alcune dune, fino a che l'inondazione di Ognissanti del 1570 cancellò ogni traccia dell'isola.